# Stenistoderus
Stenistoderus — род стафилинид из подсемейства Staphylininae.

## Описание
Ширина шеи равны длине первого сегмента усиков. Бока переднеспинки не окаймлены. Голова и переднеспинка с очень густой и очень густой и глубокой скульптурой.

## Систематика
К роду относятся:
- вид: Stenistoderus cephalotes (Kraatz, 1858)
- вид: Stenistoderus nothus (Erichson, 1839)
- вид: Stenistoderus subangulatus (Reitter, 1908)
- вид: Stenistoderus versicolor (Solsky, 1871)